# Vesele, Mahdalînivka
Vesele (în ucraineană Веселе) este un sat în comuna Prîiut din raionul Mahdalînivka, regiunea Dnipropetrovsk, Ucraina.

## Demografie
Componența lingvistică a localității Vesele
     Ucraineană (97,44%)
     Rusă (2,56%)
Conform recensământului din 2001, majoritatea populației localității Vesele era vorbitoare de ucraineană (97,44%), existând în minoritate și vorbitori de rusă (2,56%).